# Championnat de Tchécoslovaquie de football 1954
Navigation
Saison précédente Saison suivante
La saison 1954 du Championnat de Tchécoslovaquie de football est la 24e édition du championnat de première division en Tchécoslovaquie. Les douze meilleurs clubs du pays sont regroupés au sein d'une poule unique, où ils s'affrontent une seule fois. À la fin du championnat, les deux derniers du classement sont relégués et remplacés par les deux meilleures équipes de II. Liga, la deuxième division tchécoslovaque.
C'est le club du Spartak Praha Sokolovo qui termine en tête du classement final, avec deux points d'avance sur le FC Banik Ostrava et trois sur le CH Bratislava. C'est le onzième titre de champion de Tchécoslovaquie de l'histoire du club.

## Les clubs participants
| - Spartak Praha Sokolovo - FC Banik Ostrava - Kridla Vlasti Olomouc - Tatran Presov - Spartak Praha Stalingrad - Promu de II. Liga - SK Slovan Bratislava | - CH Bratislava - Tankista Prague - Dynamo Prague - Banik Kladno - UDA Prague - Iskra Zilina - Promu de II. Liga |

## Compétition

### Classement
Le barème utilisé pour établir le classement est le suivant :
- Victoire : 2 points
- Match nul : 1 point
- Défaite : 0 point

| Rang | Équipe                       | Pts | J  | G  | N | P  | Bp | Bc | Diff |
| ---- | ---------------------------- | --- | -- | -- | - | -- | -- | -- | ---- |
| 1    | Spartak Praha Sokolovo       | 30  | 22 | 13 | 4 | 5  | 45 | 21 | +24  |
| 2    | FC Baník Ostrava             | 28  | 22 | 11 | 6 | 5  | 45 | 26 | +19  |
| 3    | CH Bratislava                | 27  | 22 | 12 | 3 | 7  | 34 | 23 | +11  |
| 4    | UDA Prague (T)               | 25  | 22 | 9  | 7 | 6  | 33 | 26 | +7   |
| 5    | SK Slovan Bratislava         | 25  | 22 | 10 | 5 | 7  | 35 | 28 | +7   |
| 6    | Banik Kladno                 | 22  | 22 | 7  | 8 | 7  | 37 | 32 | +5   |
| 7    | Dynamo Prague                | 21  | 22 | 9  | 3 | 10 | 36 | 57 | -21  |
| 8    | Iskra Zilina (P)             | 20  | 22 | 7  | 6 | 9  | 25 | 36 | -11  |
| 9    | Tatran Presov                | 18  | 22 | 8  | 2 | 12 | 26 | 43 | -17  |
| 10   | Tankista Prague              | 17  | 22 | 5  | 7 | 10 | 32 | 33 | -1   |
| 11   | Kridla Vlasti Olomouc        | 17  | 22 | 6  | 5 | 11 | 23 | 26 | -3   |
| 12   | Spartak Praha Stalingrad (P) | 14  | 22 | 5  | 4 | 13 | 34 | 54 | -20  |

|  | Champion de Tchécoslovaquie 1954                     |
|  | Relégation directe en II. Liga                       |
|  | (T) Tenant du titre (P) : Promu de deuxième division |

## Bilan de la saison
| Championnat de Tchécoslovaquie de football 1954 |                                    |
| Champion                                        | Spartak Praha Sokolovo (11e titre) |
| Coupes et trophées                              |                                    |
| Vainqueur de la Coupe de Tchécoslovaquie 1954   | Non disputée                       |
| Promotions et relégations                       |                                    |
| Promus en I. Liga                               | Jiskra Liberec                     |
| Promus en I. Liga                               | FC Spartak Trnava                  |
| Relégués en II. Liga                            | Kridla Vlasti Olomouc              |
| Relégués en II. Liga                            | Spartak Praha Stalingrad           |